# Reciprocidade

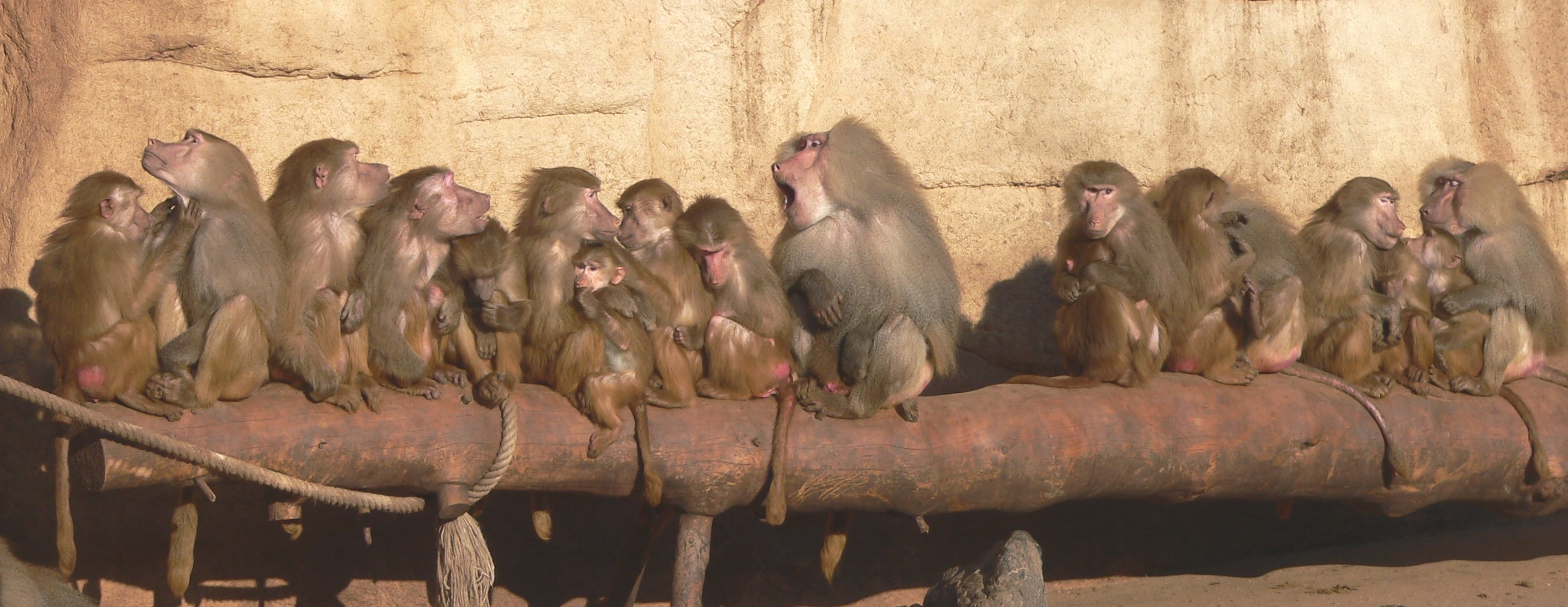
Babuínos estabelecem relações de reciprocidade.

Em psicologia social, reciprocidade refere-se a responder uma ação positiva com outra ação positiva, e responder uma ação negativa com outra negativa. Ações recíprocas positivas diferenciam-se de ações altruístas visto que ocorrem somente como decorrência de outras ações positivas e diferenciam-se de uma dádiva social, visto que esta não é concedida na esperança ou expectativa de respostas positivas futuras.
Ações recíprocas são importantes para a psicologia social visto que ajudam a explicar a manutenção de normas sociais. Se uma significativa proporção da população interpreta a ruptura de uma norma social por parte de outrem como uma ação hostil e se estas pessoas desejam tomar uma atitude (potencialmente custosa) para punir quem infringiu a regra, isto pode assegurar a manutenção da regra na ausência de sanções formais. O ato de punição pode variar de palavras de rejeição até ao completo ostracismo social.
Em experimentos com o bem público, economistas comportamentais tem demonstrado que o potencial para ações recíprocas por partes interessadas em incrementar a taxa de contribuição ao bem público, proveem evidência para a importância da reciprocidade em situações sociais.
Na matemática, a teoria dos jogos descreve a reciprocidade como uma estratégia de olho por olho altamente eficiente para o dilema do prisioneiro iterado.
No mundo animal, a reciprocidade foi verificada no comportamento social dos babuínos. Babuínos do sexo masculino constituem alianças uns com outros com o objetivo de distrair a atenção do macho alfa, que monopoliza as fêmeas em idade de reprodução, permitindo que outros machos copulem com elas. Os papeis são invertidos posteriormente, como "pagamento".